# Friedhof Königsdorf Süd

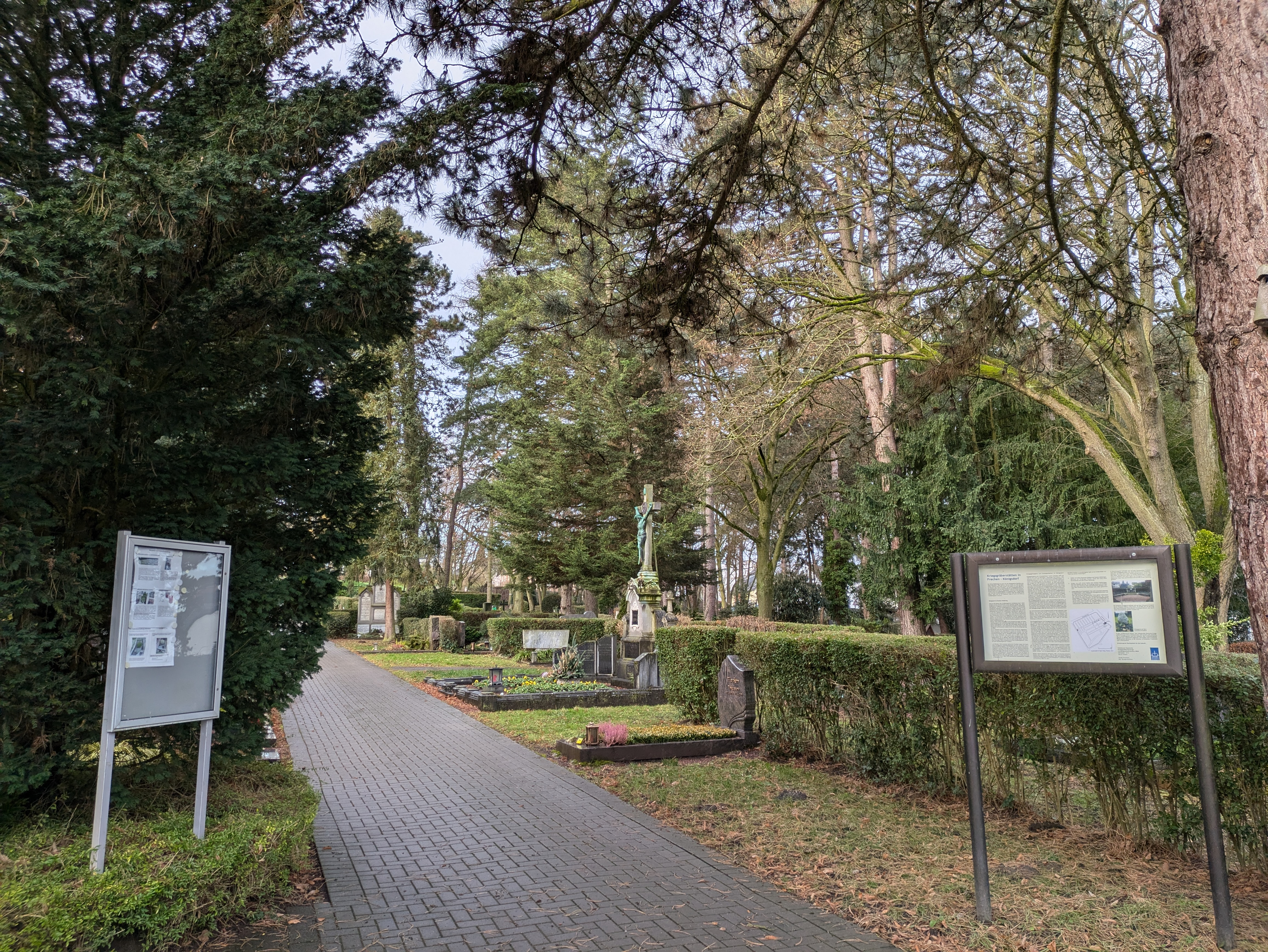
Friedhof Königsdorf Süd

Der Friedhof Königsdorf Süd ist ein historisch bedeutender Friedhof im Frechener Stadtteil Königsdorf, Nordrhein-Westfalen. Er liegt an der Augustinusstraße und umfasst eine Fläche von 14.920 Quadratmetern. Der Friedhof ist nicht nur ein Ort der Bestattung, sondern auch ein kulturelles und historisches Denkmal, das die Geschichte der Region widerspiegelt.

## Geschichte

### Anfänge und Entstehung
Der Friedhof Königsdorf Süd wurde 1866/67 angelegt, um den Bedarf an einem öffentlichen Begräbnisplatz für die wachsende Bevölkerung Königsdorfs zu decken. Zu dieser Zeit war der Ort noch in die zwei Dörfer Großkönigsdorf und Kleinkönigsdorf unterteilt. Die Initiative zur Errichtung ging von der Gemeinde Lövenich (heute Stadtteil von Köln) aus, zu der Königsdorf damals gehörte.
Das Gelände stellte der Gutsbesitzer Isedor Bethune zur Verfügung. Im Gegenzug erhielt seine Familie das Recht, eine Familiengrabstätte auf dem Friedhof anzulegen. Diese Grabstätte existiert bis heute und wird von den Nachfahren gepflegt. Der Friedhof war ursprünglich Teil der Pfarre Buschbell, bevor Königsdorf 1887 eine eigenständige Pfarrei wurde.

### Ursprüngliche Gestaltung

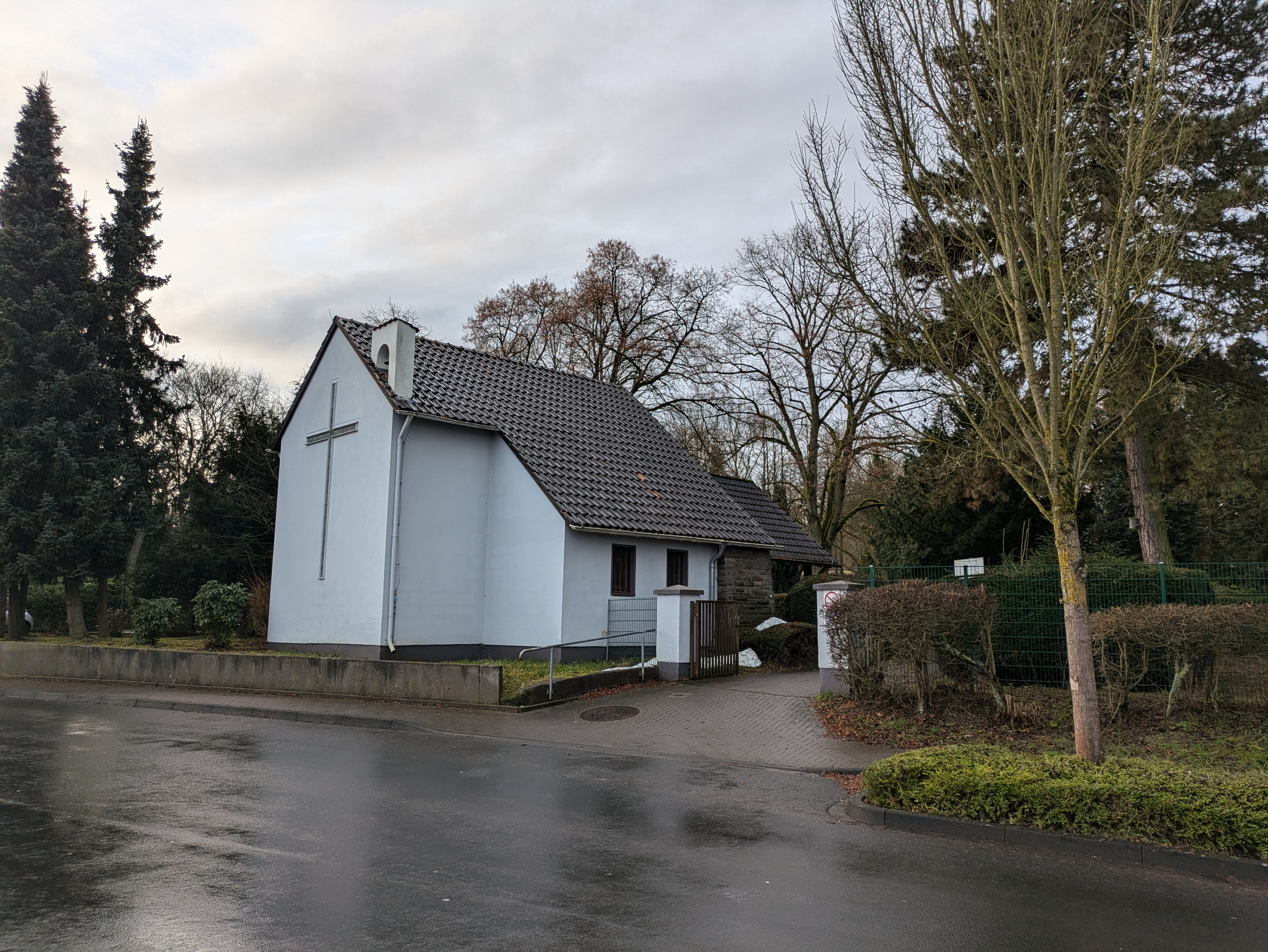
Trauerhalle

Die ursprüngliche Gestaltung des Friedhofs Königsdorf Süd spiegelte den ländlichen Charakter und die religiöse Prägung der Region wider. Der älteste Teil des Friedhofs liegt entlang des geradlinigen Hauptwegs, der neben der Trauerhalle an der Augustinusstraße beginnt und sich in westlicher Richtung erstreckt. Dieser Weg wurde als zentrale Achse angelegt, um die Übersichtlichkeit des Friedhofs zu gewährleisten. Parallel dazu verläuft ein schmalerer Seitenweg, der von alten, mächtigen Bäumen gesäumt ist und den Friedhof in eine natürliche Atmosphäre einbettet.
Am westlichen Ende des Hauptwegs wurde ein Hochkreuz errichtet, das als spiritueller und gestalterischer Mittelpunkt des Friedhofs diente. Diese Kreuzform war typisch für Friedhöfe des 19. Jahrhunderts und symbolisierte die christliche Hoffnung auf Auferstehung.
Die Grabstätten waren zunächst nach sozialer Stellung und Familienzugehörigkeit angeordnet. Besonders hervorzuheben sind die Erbbegräbnisstätten der Familien Bethune, Pfeil und Lenders. Die Gestaltung dieser Familiengrabstätten wurde durch neugotische und klassische Elemente geprägt, darunter Kreuzreliefs und kunstvolle Gravuren, die die religiöse Bedeutung und den sozialen Status der Verstorbenen betonten.
Zusätzlich wurde eine Allee aus Bäumen gepflanzt, die den Friedhof von seiner Umgebung abgrenzte und einen ruhigen, würdevollen Charakter verlieh. Hinter dem Hochkreuz schließt eine Reihe alter und schützenswerter Bäume den Friedhof nach Westen ab, wodurch der unverwechselbare Charakter eines typischen Friedhofs aus der Zeit bis heute zu erkennen ist. Dieser ursprüngliche, klar strukturierte Aufbau hat sich in großen Teilen bis heute erhalten und verleiht dem Friedhof sein unverwechselbares Erscheinungsbild.

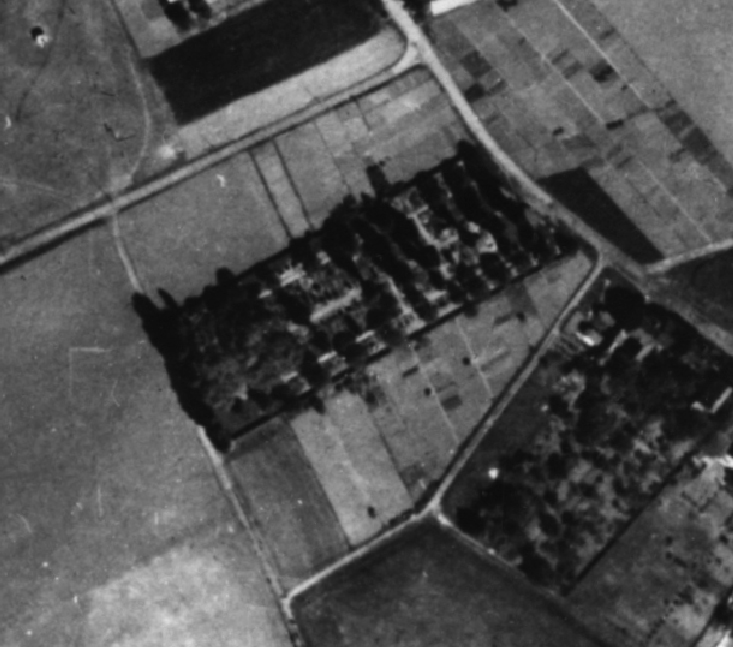
1954
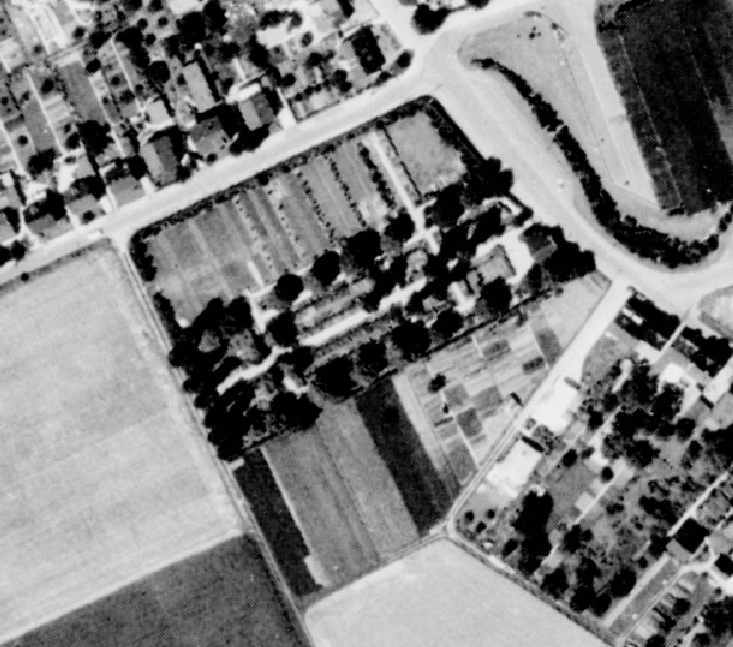
1968
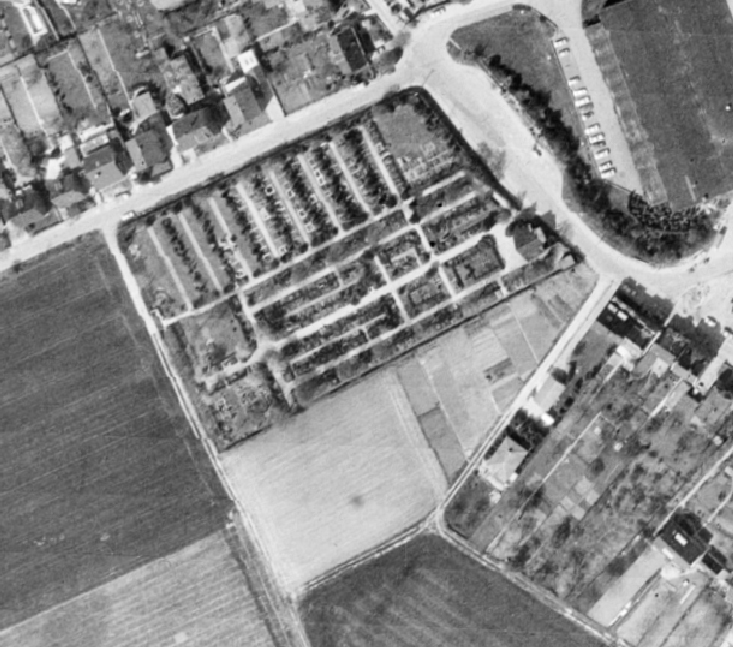
1973
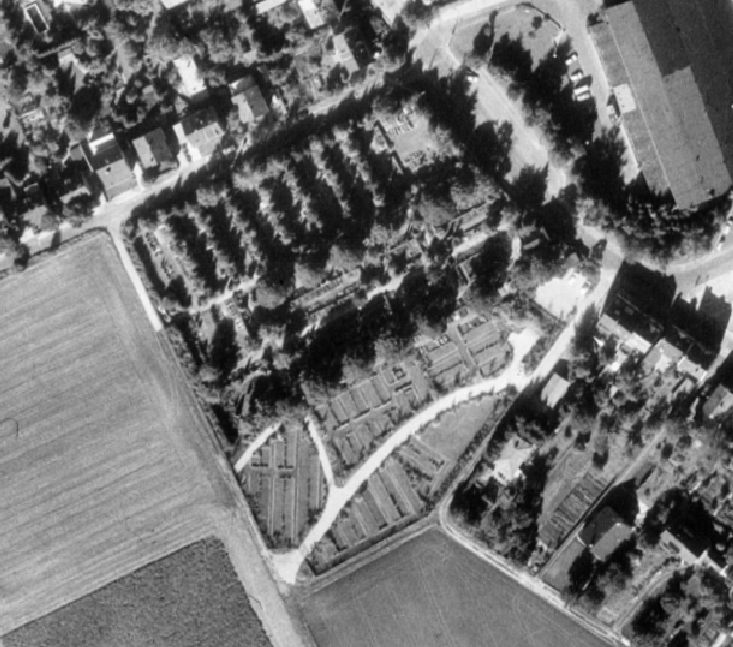
1981
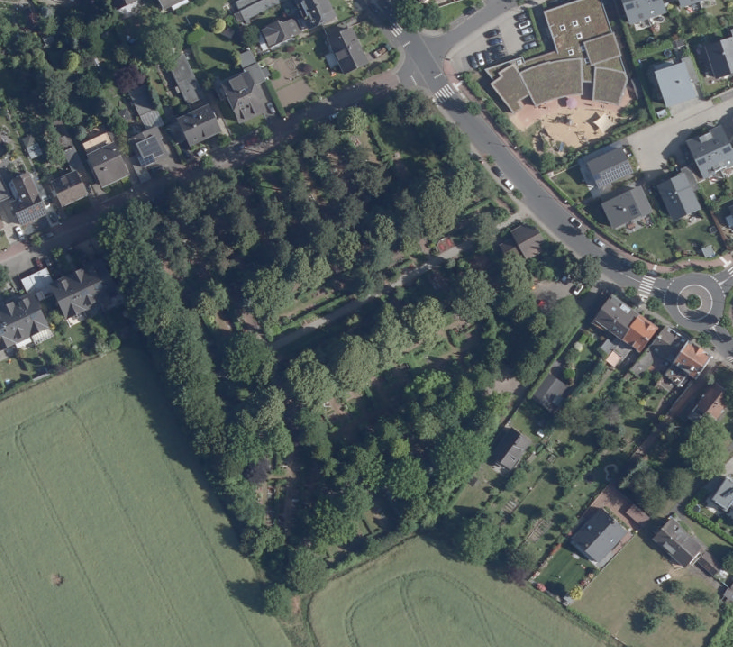
2019

### Erweiterungen und Veränderungen

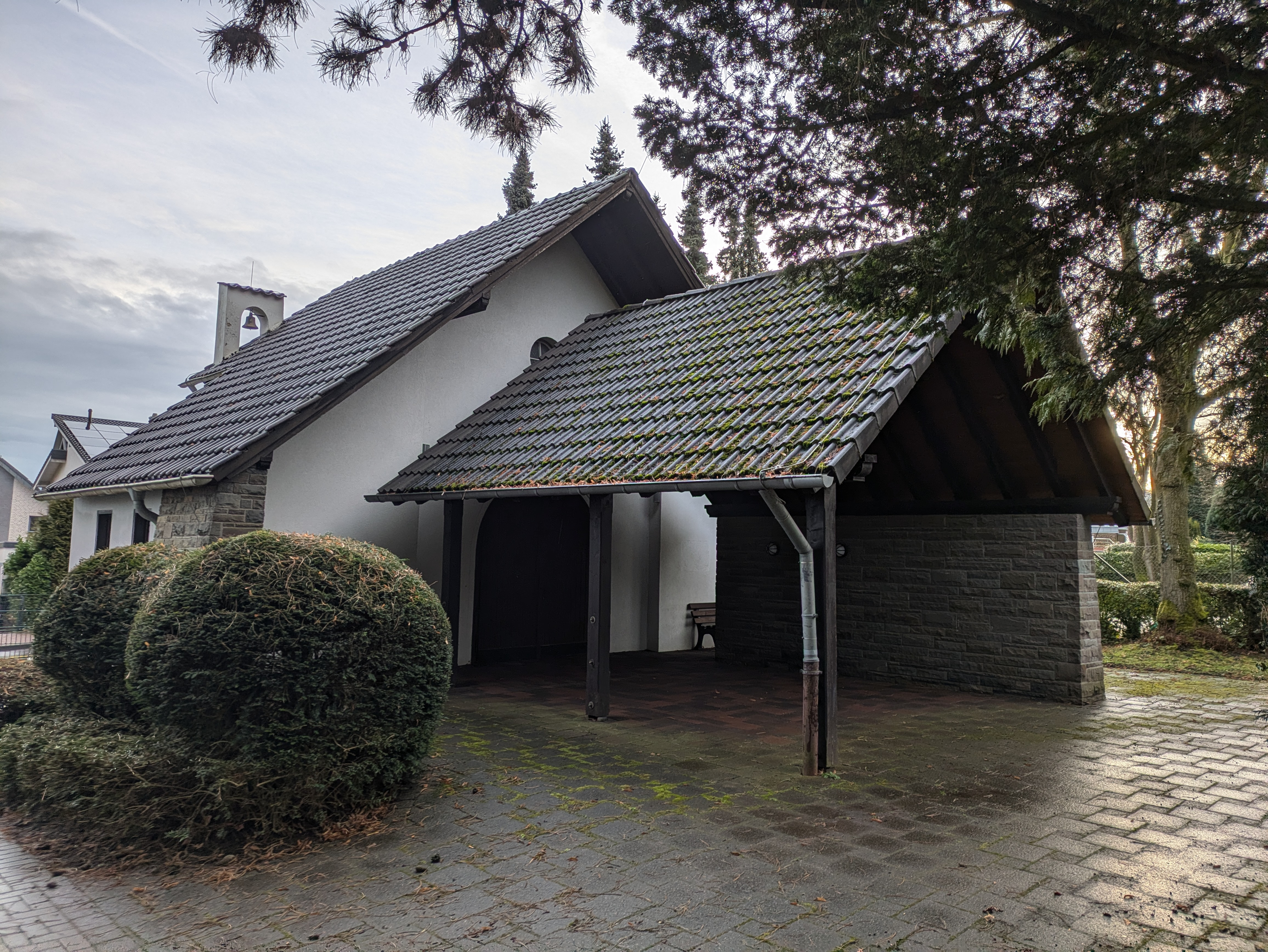
Trauerhalle mit Vorhalle

Der Friedhof wurde im Laufe der Jahrzehnte mehrfach erweitert, um den wachsenden Bedarf zu decken. Die erste Erweiterung erfolgte 1910, weitere folgten bis in die 1960er-Jahre, wodurch die Fläche des Friedhofs nahezu verdoppelt wurde. 1989 wurde die Trauerhalle mit einer Vorhalle ergänzt, entworfen vom Diplomingenieur G. Michels.

### Neuordnung und Einschränkungen
Im Zuge der kommunalen Neugliederung 1975 ging der Friedhof von der Gemeinde Lövenich in den Besitz der Stadt Frechen über. Seit dem 1. Januar 2014 dürfen auf dem Friedhof keine neuen Grabstätten mehr erworben werden. Beisetzungen sind nur noch in bestehenden Wahlgrabstätten möglich. Die Stadt Frechen hat beschlossen, den Friedhof langfristig auslaufen zu lassen, wobei Kriegsgräber und Ehrengräber erhalten bleiben sollen.

## Gestaltung und Besonderheiten
Der Friedhof zeichnet sich durch seine klar strukturierte Gestaltung aus. Ein breiter Hauptweg, der an der Trauerhalle beginnt, führt schnurgerade von Osten nach Westen. Links und rechts des Weges befinden sich bedeutende Gräberfelder und Gedenkstätten.

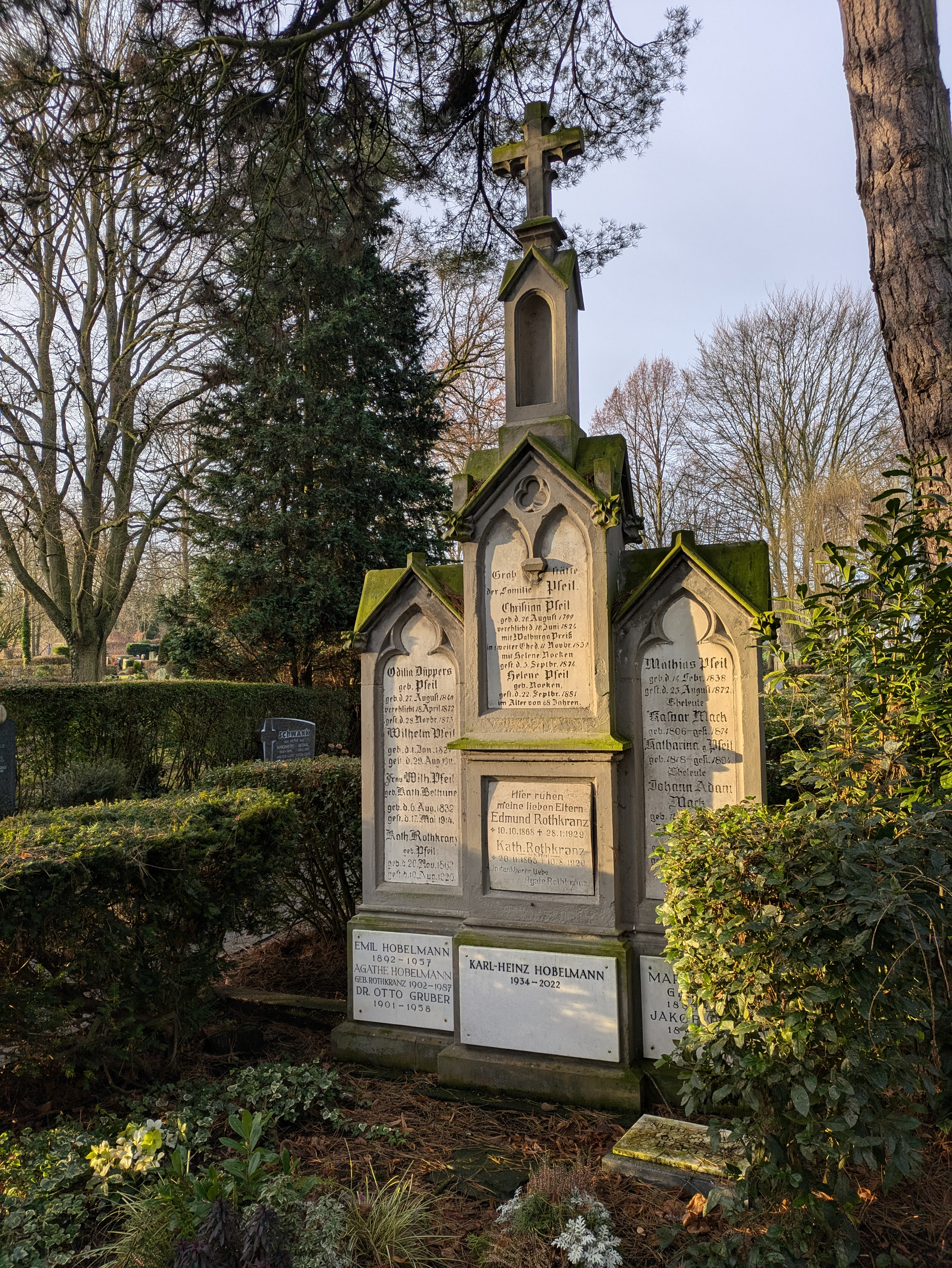
Familiengrabstätte der Familie Pfeil
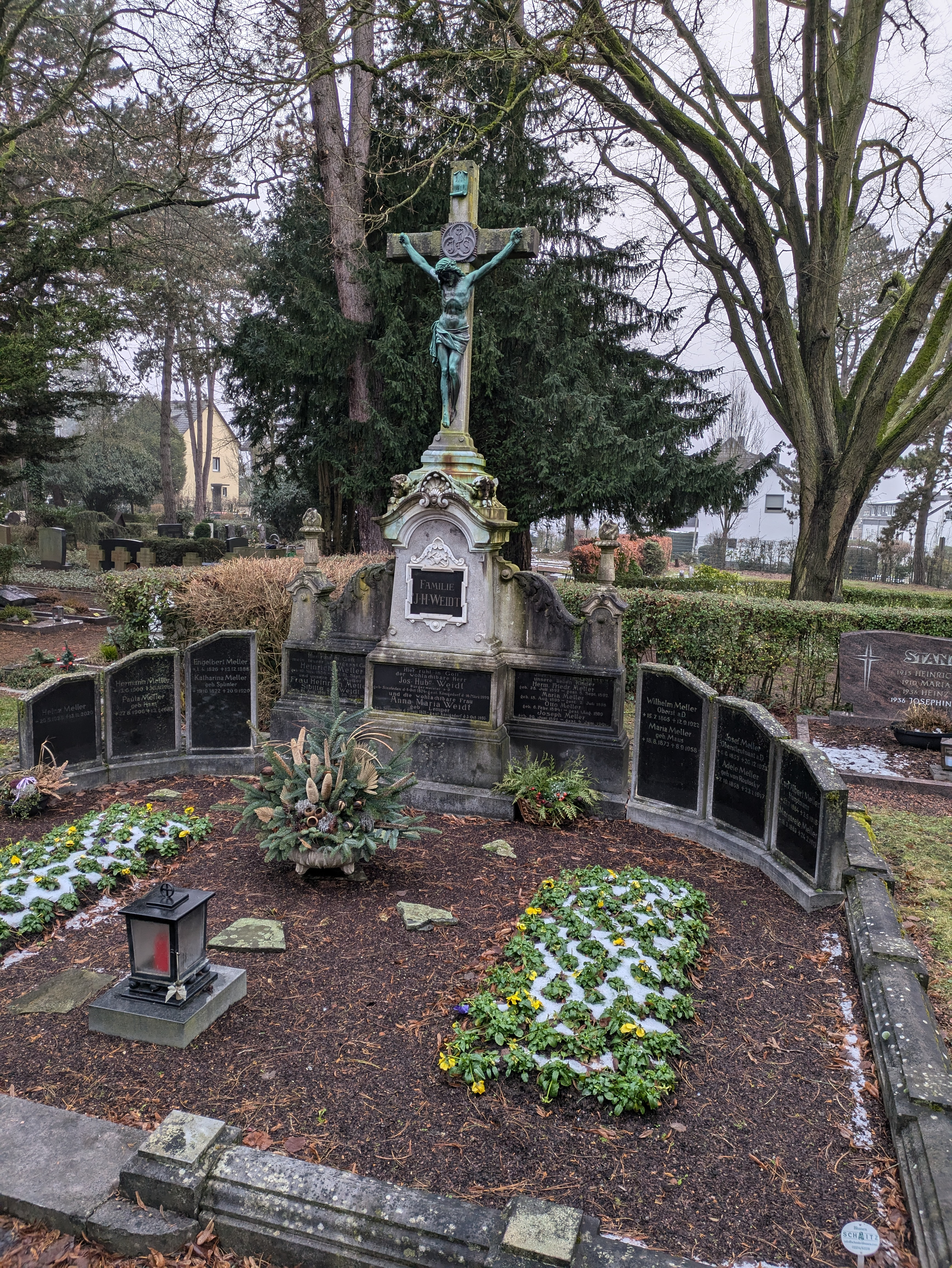
Familiengrabstätte der Familie Weidth/Meller
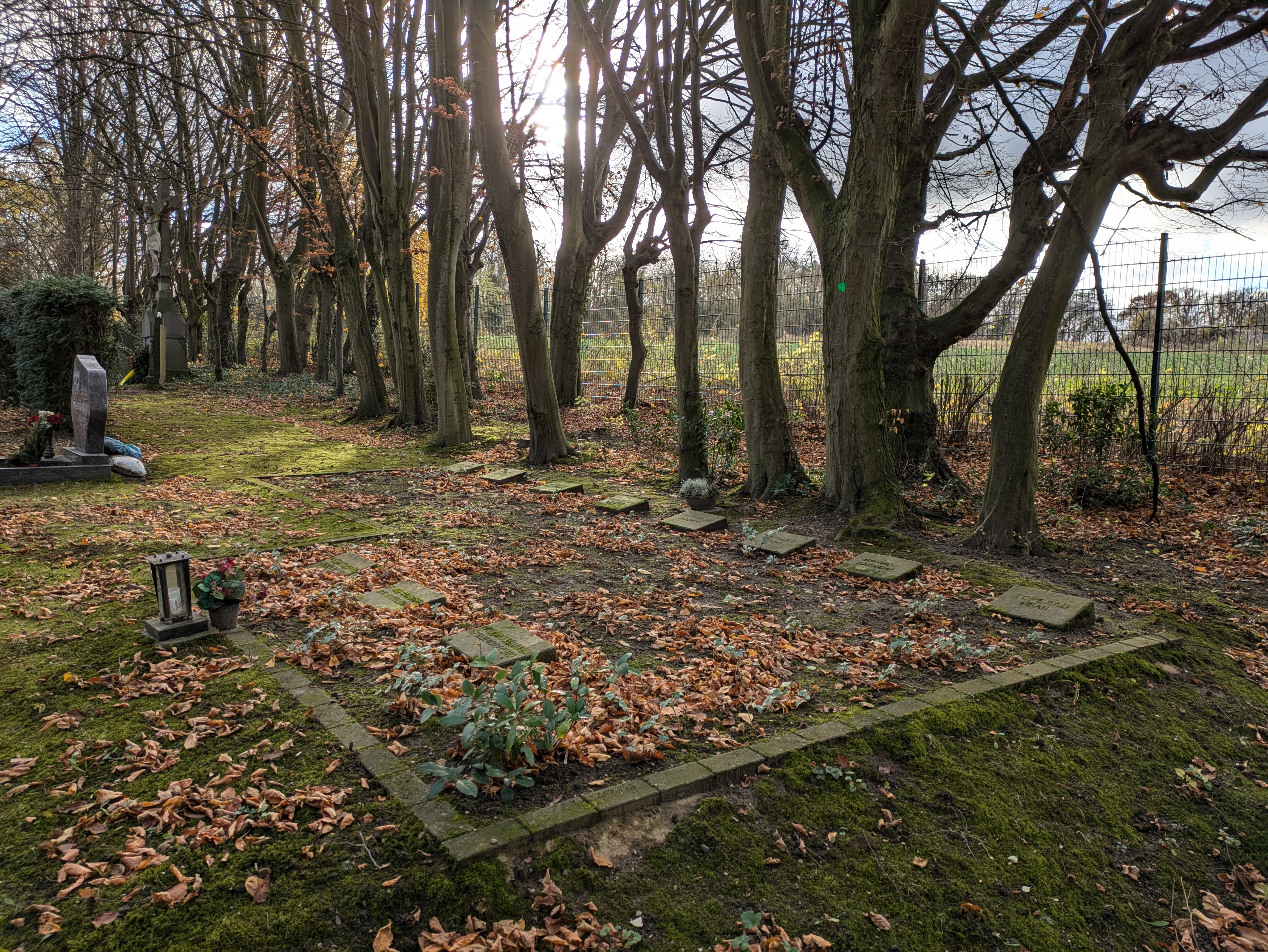
Pfanzbeet zum Gedenken an 11 namentlich bekannt sowjetische Kriegsgefangene und Zwangsarbeiter
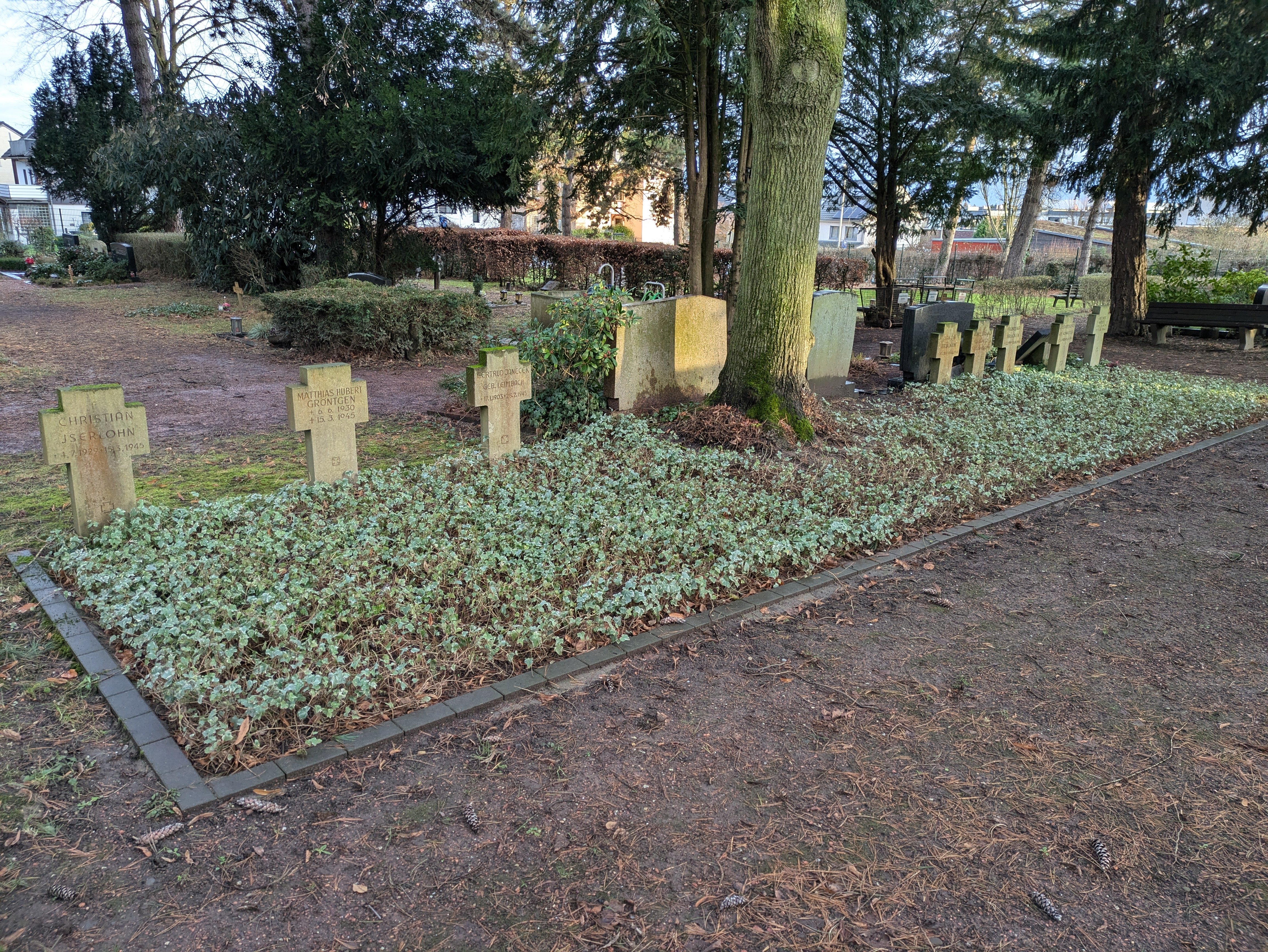
Kriegsgräberstätte für Gefallene im Zweiten Weltkrieg
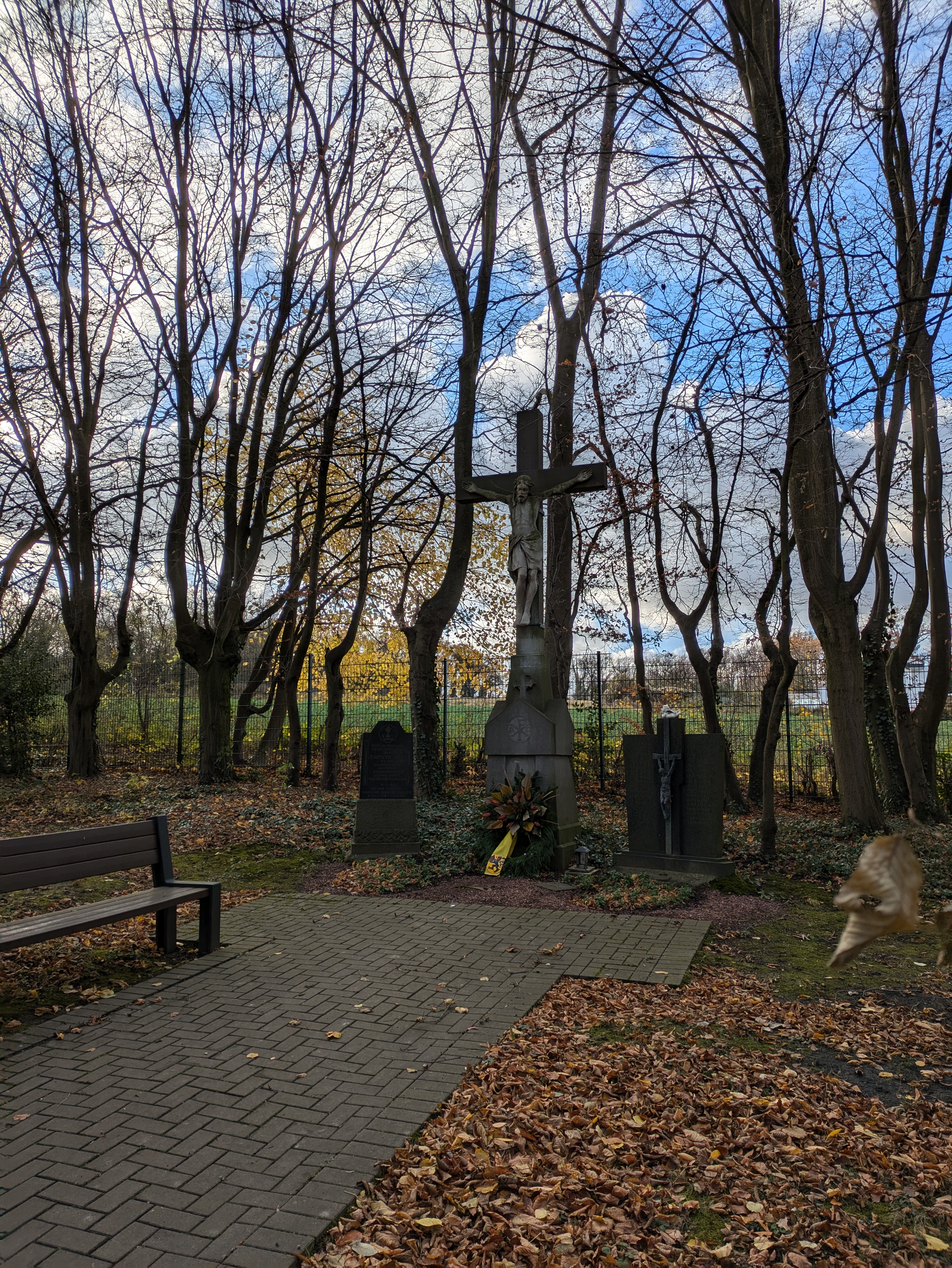
Hochkreuz mit Grabmäler bedeutender Pfarrer der Region

### Historische Grabmäler
Zu den ältesten Grabstätten gehört die Familiengrabstätte der Familie Pfeil, deren neugotisches Grabmal aus dem Jahr 1874 stammt. Neben dieser Grabstätte sind weitere historische Grabstätten erhalten, darunter die Familiengrabmäler der Familien Bethune, Lenders und Weidth/Meller. Diese Grabstätten sind Zeugnisse des Historismus mit neugotischen und neobarocken Elementen.

### Kriegsgräberstätten

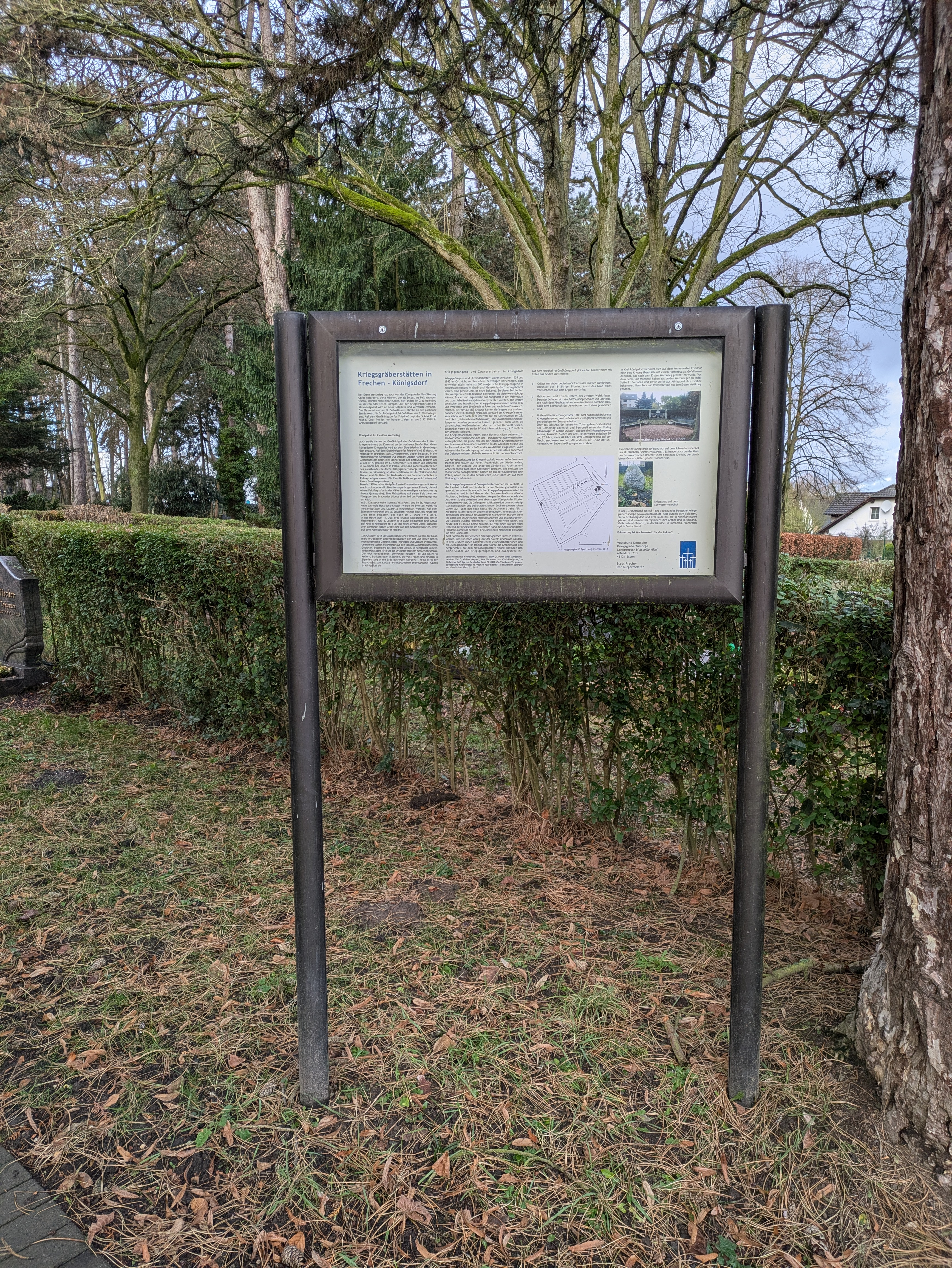
Infotafel am Anfang des Friedhofs

Ein zentrales Merkmal des Friedhofs Königsdorf Süd sind die Kriegsgräberstätten, die an die Opfer beider Weltkriege erinnern:
- Erster Weltkrieg: Auf dem Friedhof wird an neun gefallene Soldaten und Kriegsheimkehrer erinnert. Zu ihnen zählen auch die Brüder Josef und Matthias Steffens, die verwundet aus dem Krieg zurückkehrten und 1916 bzw. 1918 verstarben.

- Zweiter Weltkrieg: Gräberfelder für deutsche Soldaten sowie ein Ehrenmal für zivile Opfer des Krieges, darunter Schüler und Lehrlinge, die bei Bombenangriffen ums Leben kamen.

- Ein weiteres Gräberfeld beherbergt sowjetische Kriegsgefangene und Zwangsarbeiter. Diese Gräber lagen lange Zeit unbeachtet am Rand des Friedhofs, bevor sie durch die Recherchen von Prof. Dr. Paul Stelkens wieder ins öffentliche Bewusstsein gerückt wurden. Sie starben zwischen 1941 und 1943 durch Hunger, Zwangsarbeit und unmenschliche Lebensbedingungen. Die Namen von 11 namentlich bekannten Zwangsarbeitern, darunter zwei Frauen, stehen auf Steinplatten in einem Pflanzbeet. Die Steinreihe um diese Bepflanzung stellt laut Prof. Stelkens lediglich eine 'faktische Begrenzung der Bepflanzung' dar, gibt aber keine Auskunft zum exakten geschützten Bereich der Kriegsgräber. Bekannt und dokumentiert ist, dass die Nazi-Ideologie ein 'Verscharren' der über hundert Opfer am Rand des Friedhofs verlangte, so dass das Gräberfeld um ein vielfaches größer als die Bepflanzung ist. Wo genau die Opfer begraben liegen und wie viele auf dem Friedhof Königsdorf Süd liegen, ist nicht genau dokumentiert.

Eine Informationstafel am Anfang des Friedhofs von Egon Heeg zusammen mit dem Volksbund Deutsche Kriegsgräberfürsorge informiert über die Lage der Kriegsgräberstätten.

### Denkmal und Hochkreuz
Am Ende des Hauptwegs steht ein beeindruckendes, historisches Hochkreuz, gestaltet vom Kölner Bildhauer B. Peters. Neben dem Kreuz befinden sich die Grabmäler bedeutender Pfarrer der Region, darunter Joseph Vollrath und Joseph Hansen, die eine zentrale Rolle in der Entwicklung der Gemeinde spielten.

### Weitere Denkmäler
Eine Stele erinnert an die Schwestern der Genossenschaft der Augustinerinnen (siehe Cellitinnen) des Herz-Jesu-Klosters, die ab 1894 in Großkönigsdorf tätig waren. Die Namen von 36 Ordensschwestern sind auf Granitplatten verewigt.

## Prominente Grabstätten
Der Friedhof Königsdorf Süd beherbergt die letzten Ruhestätten zahlreicher prominenter Persönlichkeiten, die in der Geschichte der Region Frechen-Königsdorf eine besondere Rolle gespielt haben:

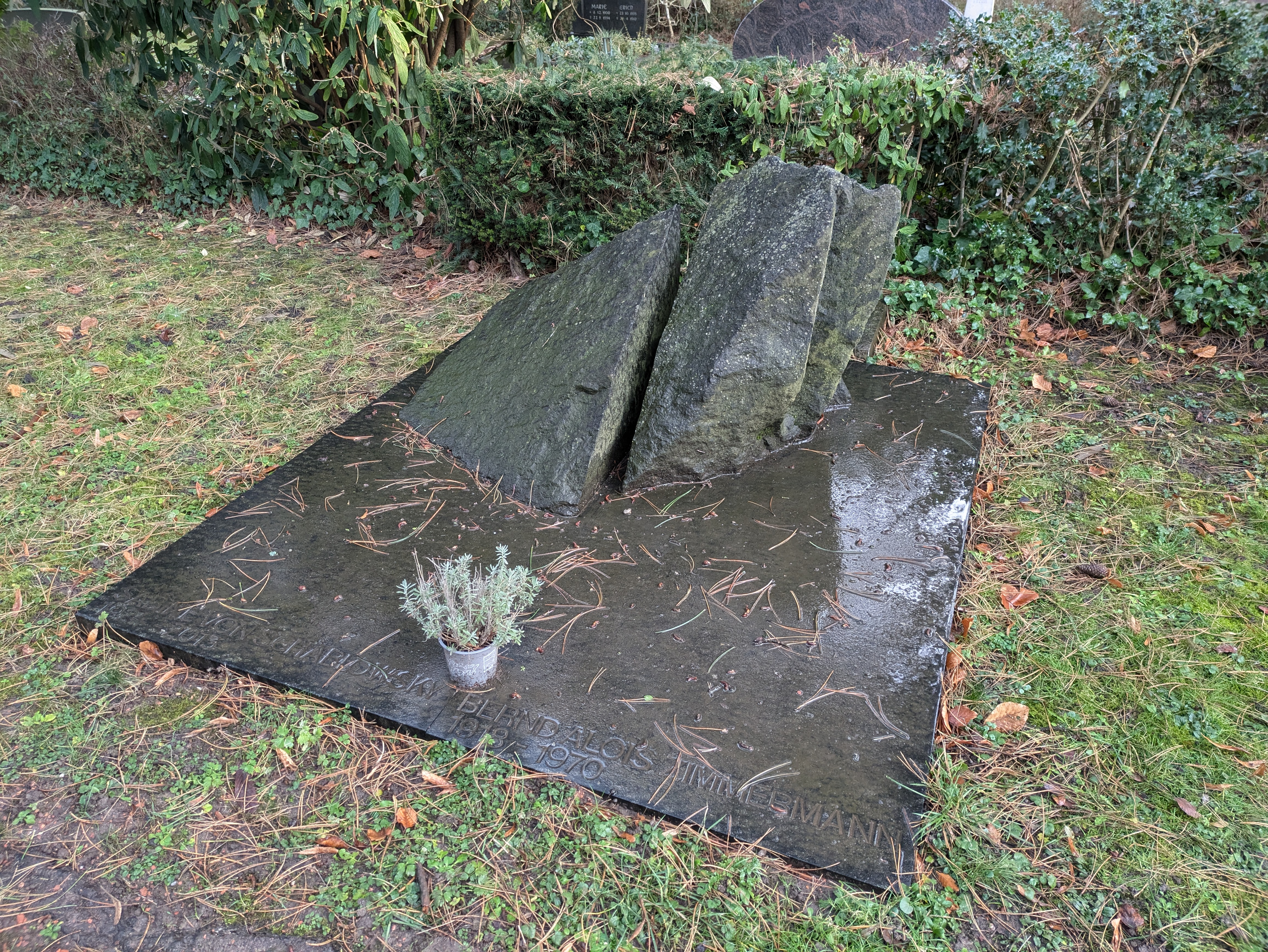
Grabmal Bernd Alois Zimmermann

- Bernd Alois Zimmermann (1918–1970): Der international anerkannte Komponist der Neuen Musik schuf wegweisende Werke wie die Oper Die Soldaten. Sein Grab, bestehend aus zwei gegeneinandergesetzten Granitplatten, symbolisiert seine künstlerische Persönlichkeit. Neben ihm ruhen seine Frau Sabine von Schablowsky und seine Tochter Barbara.
- Franz Lenders: Bürgermeister der Gemeinde Lövenich im frühen 20. Jahrhundert, der maßgeblich zur Entwicklung der Region beitrug.
- Josef Hubert Weidt (1831–1892): Bürgermeister von Stommeln, der seine letzten Lebensjahre in Königsdorf verbrachte. Sein Grabmal ist ein kunstvolles Zeugnis des Historismus.
- Theodor Bethune: Gemeinderat und Eigentümer des Frohnhofs in Kleinkönigsdorf. Er stellte 1922 ein Ackerstück für den lokalen Fußballverein zur Verfügung und wurde dessen erstes Ehrenmitglied.
- Stefan Raaff (1964–2012): Profiboxweltmeister und später Boxtrainer, der sowohl national als auch international Anerkennung fand.
- Fritz Tillmann (1907–2000): Ein einflussreicher Königsdorfer Busunternehmer, der über Jahrzehnte das Verkehrsnetz in der Region prägte.
- Chrysanth Mohr (1937–2013): Ein Bäcker, der für seine jahrzehntelange Tätigkeit in Königsdorf bekannt war und seine Kundschaft stets mit seinem grauen VW-Transporter belieferte.
- Lotte Berger (1933–2010): Langjährige Vorsitzende des Pfarrgemeinderats von St. Sebastianus und engagierte Persönlichkeit im sozialen und kirchlichen Leben Königsdorfs.
- Henk Lammertink (1948–2010): Lehrer und ebenfalls Vorsitzender des Pfarrgemeinderats, der das kulturelle Leben der Gemeinde entscheidend mitgestaltete.

Diese und weitere Persönlichkeiten sind auf dem Friedhof Königsdorf Süd begraben, dessen Vielfalt an prominenten Grabstätten die historische und soziale Bedeutung des Ortes unterstreicht.

## Bedeutung und Zukunft
Der Friedhof Königsdorf Süd ist nicht nur ein Ort der Bestattung, sondern auch ein kulturelles und historisches Erbe, das die Entwicklung der Region Frechen-Königsdorf nachzeichnet. Mit der Entscheidung, den Friedhof auslaufen zu lassen, wird die langfristige Bewahrung dieses einzigartigen Ortes zu einer Herausforderung. Die Kriegsgräber und Ehrengräber werden jedoch erhalten und weiterhin gepflegt.